# Mura (geomorfologie)

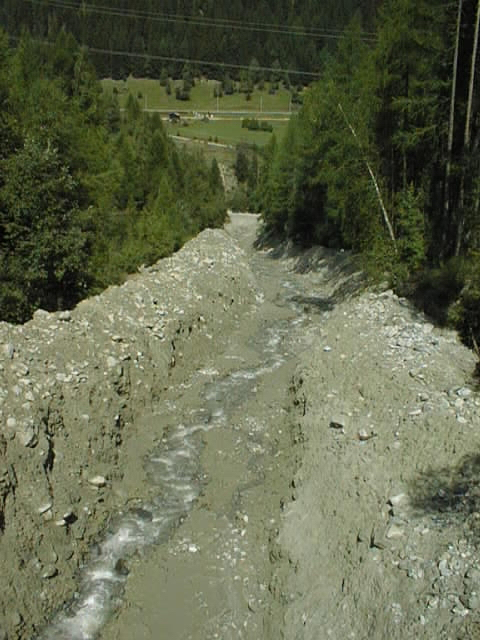
Dráha mury ve švýcarských Alpách. Představuje transportní zónu, kudy proudí materiál mury.

Mura (z německého Mure, Murgang) nebo též blokovobahenní proud je katastroficky rychlý svahový proud tekoucí hmoty, tvořený jemnozrnným materiálem přesyceným vodou, s úlomky až bloky skalních hornin. Rychlost takového proudu se pohybuje v širokém rozpětí od jednotek km/h po více než 100 km/h. Příčinou vzniku mury je přesycení svahu vodou, které může být způsobeno intenzivními dešťovými srážkami nebo táním sněhové pokrývky. Podmínkou vzniku mury je dostatečný sklon svahu a dostatečná vrstva sedimentů na svahu.

## Klasifikace mur

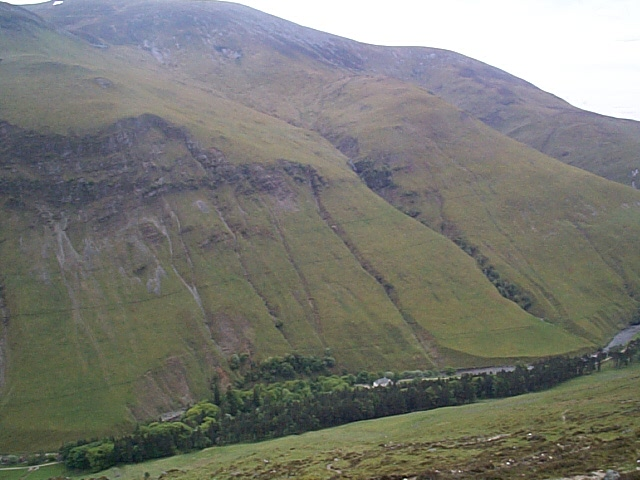
Murové dráhy v Národním parku Cairngorms ve Skotsku

Ke klasifikaci mur existuje řada přístupů. Mury mohou být klasifikovány na základě příčin vzniku, morfologie, velikosti nebo obecné charakteristiky proudění. Na základě typu transportovaného materiálu jsou svahové proudy členěny na vlastní mury (debris flow), bahnotoky (mud flow), suťové přívaly (debris flood) a suťové laviny (debris avalanche). Dalším možným dělením je dělení na základě objemu transportovaného materiálu na proudy mikro měřítka (pod 1 m3, proudy malého měřítka (1 – 1000 m3), proudy středního měřítka (1000 – 100 000 m3) a proudy velkého měřítka (nad 100 000 m3). Mury jsou také členěny na základě typu transportu na mury turbulentní a strukturní. 

Specifickým typem blokovobahenního proudu je lahar, který vzniká při sopečných erupcích z pyroklastik, úlomků lávy a velkého množství vody.

## Morfologie mur

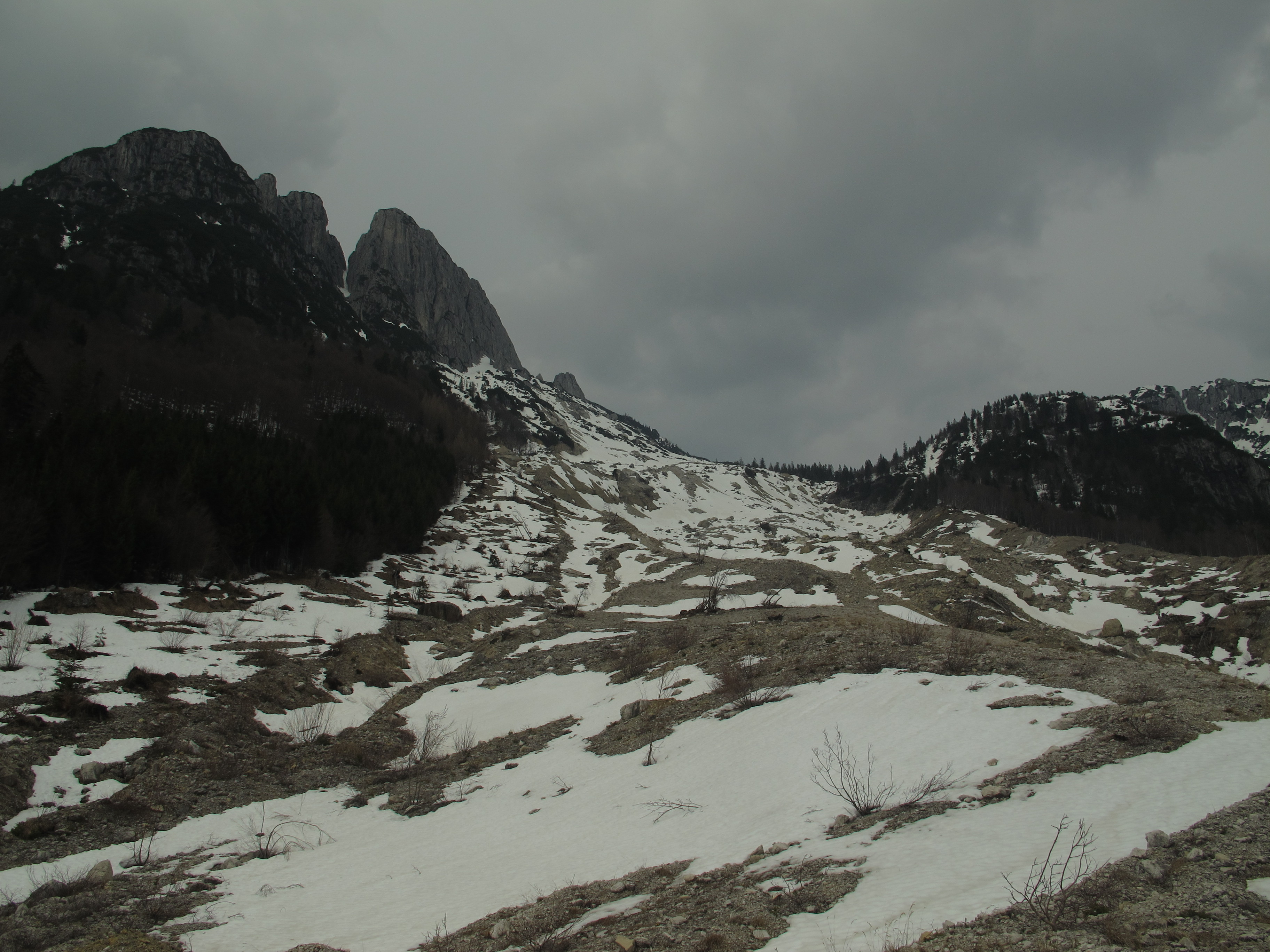
Odlučná zóna mury, která zasáhla Log pod Mangartom v listopadu 2000. Foto z roku 2013.

Typická murová dráha se skládá ze tří částí – odlučné zóny, transportní zóny a akumulační zóny. V odlučné zóně dochází k iniciaci, uvolnění mury, zpravidla na svahové poruše se sklonem 20 – 45°. Svahy mírnější nemají dostatek potenciální energie k vyvolání odtrhu, svahům prudším obvykle chybí dostatečné množství zvětraliny. Transportní zóna tvoří střední část mury, ve které dochází především k přesunu materiálu mury. Mohou se zde vyskytovat i akumulační útvary, jako jsou postranní valy, ohraničující dráhu mury. V akumulační zóně dochází k ukládání materiálu v souvislosti s výrazným snížením sklonu. Dochází zde k třídění materiálu – ve střední části náplavového kuželu se ukládá hrubý materiál ve velkých mocnostech, zatímco v okrajových částech se ukládají jemnější sedimenty v menších mocnostech. Nejjemnější zvodnělý materiál může překročit okraje náplavového kuželu a pokračovat dále říčním systémem.

## Historické mury

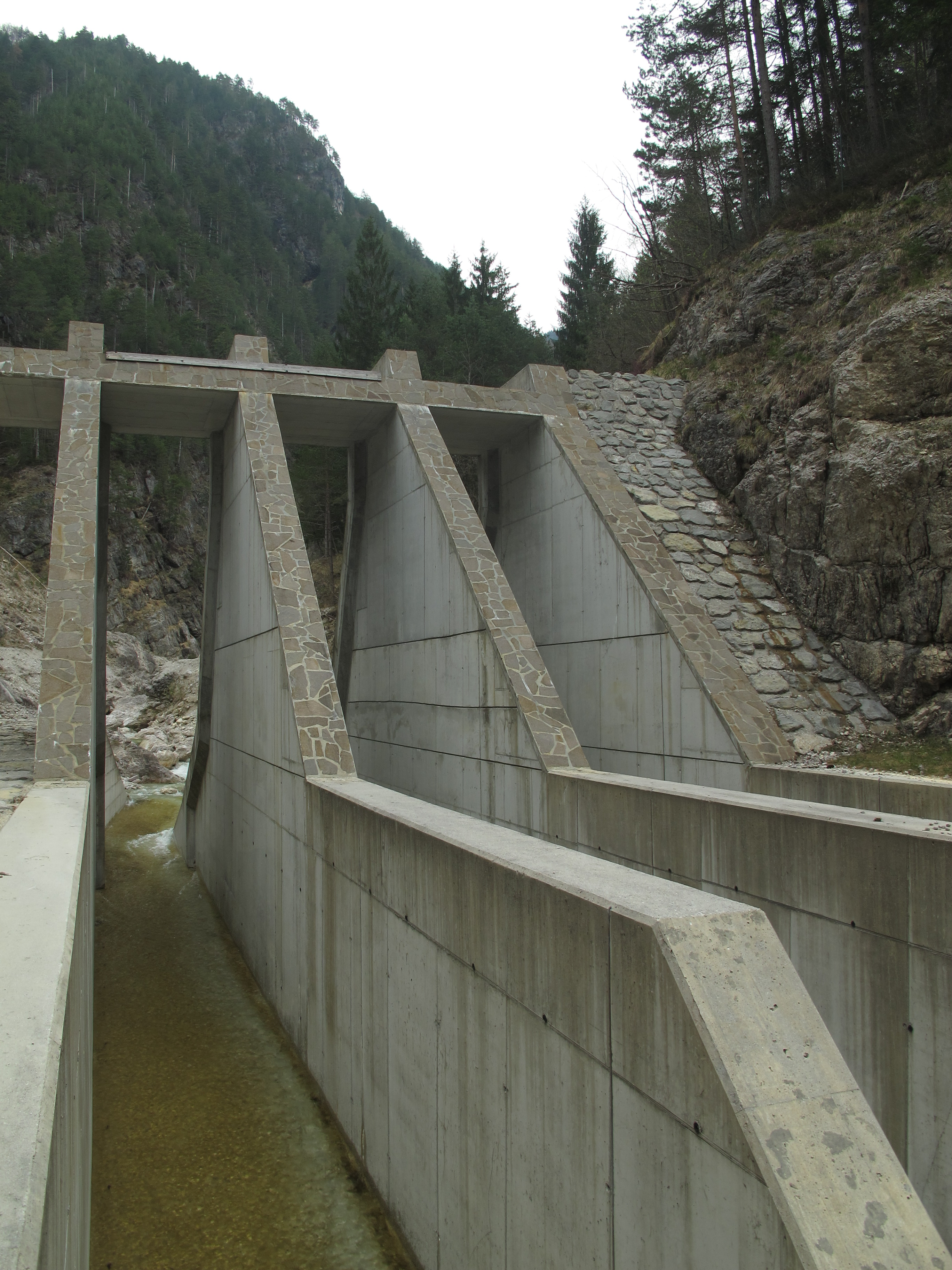
Murolam postavený nad obcí Log pod Mangartom po katastrofické muře z roku 2000.

Největším zaznamenaným blokovobahenným proudem z hlediska objemu transportovaného materiálu byl lahar vzniklý během erupce sopky St. Helens v USA. Objem laharem transportovaného materiálu byl 2,8 km2. Jezeru Spirit Lake, které leželo v dráze tohoto proudu, se v důsledku události jednorázově zvýšila teplota z 5 °C na 38 °C, jeho dno se zvýšilo o 30 metrů a jeho povrch se zvětšil dvaapůlkrát. 

V roce 1970 způsobilo zemětřesení v Peru na svazích hory Huascarán muru tvořenou ledem, kamením a bahnem, která na své dvacetikilometrové dráze pohřbila města Yungay a Huaraz. Při této katastrofě zahynulo na 66 tisíc lidí včetně celé československé horolezecké expedice Peru '70.